# 岩手牛乳
株式会社岩手牛乳（いわてぎゅうにゅう）は、岩手県盛岡市に本社を置く乳製品メーカー。

## 沿革
- 1892年（明治25年）  - ホルスタイン2頭から乳業事業着手（岩手牛乳前身）
- 1937年（昭和12年） - 岩手牛乳創業
- 1937年（昭和12年）11月 - 岩手牛乳販売購買利用組合の認可を得て、事業を開始
- 1950年（昭和25年）5月 - 組合を解散「株式会社 岩手牛乳」の名称で施設の全部事業内容一切の譲渡を受け、資本金200万円で発足
- 1953年（昭和28年）6月 - ヨーグルト発売
- 1956年（昭和31年）6月 - コーヒー牛乳発売
- 1958年（昭和33年）7月 - 学校給食供給開始
- 1960年（昭和35年）4月 - 森永乳業の製造委託加工開始
- 1962年（昭和37年）7月 - 盛岡市より「工場設置奨励条例」の適用工場に指定
- 1972年（昭和47年）3月 - 現在地に本社工場新築移転
- 2000年（平成12年）8月 - 森永乳業の製造委託加工終了
- 2014年（平成26年）4月 - 牧場ものがたり(乳飲料)発売
- 2016年（平成28年）7月 - カフェオレ(乳飲料)発売
- 2018年（平成30年）6月 - 紙容器充填設備機器一新
- 2019年（令和元年）12月 - イーハトーブのおくりもの(パウチヨーグルト)発売
- 2023年（令和5年）4月 - パウチヨーグルトを「モッチ」へとリニューアル

## 事業所
- 〒020-0143 岩手県盛岡市上厨川字柳原5-8

## 商品
- 牛乳 - 成分無調整牛乳
- 乳製品 - 牧場ものがたり・カフェオレ
- ヨーグルト - パウチヨーグルト・カップヨーグルト